# Liste de musées en Géorgie
Pour les autres articles nationaux ou selon les autres juridictions, voir Liste des musées par pays.
Cet article présente une liste non exhaustive de musées en Géorgie, classés par ville.

## Batoumi
- Musée archéologique de Batoumi (en)
- Musée d'État d'Adjarie (en)
- Musée d'État d'art d'Adjarie (en)
- Musée Staline de Batoumi

## Tbilissi
- Centre national des manuscrits de Géorgie
- Galerie nationale géorgienne
- Musée juif (en)
- Musée national de littérature Giorgi Leonidze (en)
- Musée de la culture d'Azerbaïdjan à Tbilissi
- Musée national géorgien
  - Institut de paléobiologie
  - Musée Simon-Janashia de Géorgie, Tbilissi
  - Musée en plein air d'ethnographie (en)
  - Musée d'art de Géorgie (en) ou musée des beaux-arts Shalva Amiranashvili
  - Musée de l'occupation soviétique de Tbilissi
  - Musée d'histoire de Tbilissi
- Musée national géorgien du théâtre, de la musique, du cinéma et de la chorégraphie (en)

## Autres villes
- Armazi, près de Mtskhéta
- Musée des arts martiaux de Koutaïssi (en), à Koutaïssi
- Musée des beaux-arts d'Ambrolaouri (en)
- Musée Joseph-Staline (Gori), à Gori
- Musée de Kazbegui (en), à Stephantsminda (Kazbegui avant 2006)
- Musée national géorgien
  - Musée d'histoire Samtskhé-Djavakhétie, Akhaltsikhé
  - Musée d'Histoire et d'Archéologie de Dmanissi, Dmanissi
  - Musée d'archéologie de Vani, Vani
  - Musée d'Histoire et d'Ethnographie de Svanétie, Mestia
  - Musée d'histoire de Samtskhé-Djavakhétie
  - Musée Sighnaghi, Sighnaghi
- Musée du palais Dadiani (en), à Zougdidi